# كرستوفر لامبيرت
كرستوفر لامبيرت (بالفرنسية: Christophe Lambert)‏ ممثل فرنسي من مواليد 29 مارس 1957، حاصل على جائزة سيزر 1986 لأفضل ممثل عن دوره في فيلم النفق وفيلم داليدا سنة 2005

## مواقع خارجية
- كرستوفر لامبيرت على موقع IMDb (الإنجليزية)
- كرستوفر لامبيرت على موقع ميتاكريتيك (الإنجليزية)
- كرستوفر لامبيرت على موقع روتن توميتوز (الإنجليزية)
- كرستوفر لامبيرت على موقع مونزينجر (الألمانية)
- كرستوفر لامبيرت على موقع قاعدة بيانات الأفلام العربية
- كرستوفر لامبيرت على موقع ألو سيني (الفرنسية)
- كرستوفر لامبيرت على موقع ميوزك برينز (الإنجليزية)
- كرستوفر لامبيرت على موقع تيرنر كلاسيك موفيز (الإنجليزية)
- كرستوفر لامبيرت على موقع أول موفي (الإنجليزية)
- كرستوفر لامبيرت على موقع قاعدة بيانات الأفلام السويدية (السويدية)